# Episodi di Stockinger
La prima e unica stagione della serie televisiva Stockinger è stata trasmessa in prima visione in Austria da Sat.1 dal 23 ottobre 1996 al 5 febbraio 1997.
In Italia è inedita.
| nº | Titolo originale                 | Titolo italiano | Prima TV Austria | Prima TV Italia |
| -- | -------------------------------- | --------------- | ---------------- | --------------- |
| 1  | Salzburger Kugeln                |                 | 23 ottobre 1996  |                 |
| 2  | Todesnacht in Gastein            |                 | 30 ottobre 1996  |                 |
| 3  | Endstation Hallstatt             |                 | 6 novembre 1996  |                 |
| 4  | Der Tote im Narzissenfeld        |                 | 13 novembre 1996 |                 |
| 5  | Unschuldslämmer                  |                 | 20 novembre 1996 |                 |
| 6  | Grau'n an der Traun              |                 | 27 novembre 1996 |                 |
| 7  | Mord-Saison im See-Hotel         |                 | 4 dicembre 1996  |                 |
| 8  | Das Geheimnis der Krimmler Fälle |                 | 11 dicembre 1996 |                 |
| 9  | Die Macht der Toten              |                 | 18 dicembre 1996 |                 |
| 10 | Lebende Schieß-Scheiben          |                 | 8 gennaio 1997   |                 |
| 11 | Pfeile im Tennengau              |                 | 15 gennaio 1997  |                 |
| 12 | Stille Wasser                    |                 | 22 gennaio 1997  |                 |
| 13 | Spuren in den Tod                |                 | 29 gennaio 1997  |                 |
| 14 | Tod im Saalbach                  |                 | 5 febbraio 1997  |                 |

## Salzburger Kugeln
- Titolo originale: Salzburger Kugeln

### Trama
Estate a Salisburgo. Ernst "Stocki" Stockinger si trova alla stazione, dove è appena arrivato da Vienna. Non è stato facile per lui lasciare Rex e la sua vecchia squadra. Sua moglie Karin ha dei biglietti omaggio per lo spettacolo Everyman, che avrà luogo durante il Festival di Salisburgo. Improvvisamente, nel bel mezzo dello show, avviene uno spettacolare omicidio. Il morto è Fehling, dell'omonima fabbrica di cioccolato, che produce le famose palle di Mozart. Il caso viene affidato proprio a Stockinger, appena nominato nuovo ispettore distrettuale. In città è noto a tutti che Fehling ha in Philip Baldinger il suo acerrimo concorrente, con cui aveva in corso una disputa legale sul nome del prodotto. Baldinger è quindi il primo sospettato, ma nega il delitto, pur non riuscendo a fornire un alibi. La vedova di Fehling sembra però superare in fretta il dolore per la perdita del marito. Anche il sindaco non pare mostrare alcun interesse per le indagini. Attraverso i suoi metodi di indagine, decisamente non convenzionali, Stockinger trova però degli indizi importanti. Con l'aiuto di alcuni trucchi e l'appoggio della sua collega Antonella Simoni, Stockinger si mette così sulle tracce del colpevole.